# Buskando
Buskando es un antiguo aljibe o depósito de aguas situado en el barrio de Ulía en San Sebastián que se utilizó desde 1899 hasta 1982, aunque sigue estando operativo.

Se inauguró en 1899 con una capacidad de 10.000 m³, cuando los 7.000 m³ de su predecesor (Soroborda) resultaban insuficientes para atender a las demandas de agua en la ciudad.